# فرانچسکو مونتروینو
فرانچسکو مونتروینو (انگلیسی: Francesco Montervino؛ زادهٔ ۷ مهٔ ۱۹۷۸) بازیکن فوتبال اهل ایتالیا است.
از باشگاه‌هایی که در آن بازی کرده‌است می‌توان به باشگاه فوتبال پارما، باشگاه فوتبال سالرنیتانا، باشگاه فوتبال آنکونا، باشگاه فوتبال کاتانیا، و باشگاه فوتبال ناپولی اشاره کرد.